# Partido de Tres Arroyos
Partido de Tres Arroyos är en kommun i Argentina.   Den ligger i provinsen Buenos Aires, i den sydöstra delen av landet, 500 km söder om huvudstaden Buenos Aires. Antalet invånare är 57 244.
Trakten runt Partido de Tres Arroyos består till största delen av jordbruksmark. Runt Partido de Tres Arroyos är det glesbefolkat, med 9 invånare per kvadratkilometer.